# La 33
La 33 (parfois incorrectement dénommé « Orquesta la 33 ») (prononciation : [la tʴejn.ta tɾes]) est un groupe colombien de salsa issu de la rue calle 33 du quartier Teusaquillo de Bogota, capitale de la Colombie.

## Histoire

### Formation du groupe
La calle 33 est un lieu de rencontres où de jeunes artistes viennent expérimenter, échanger des idées, trouver de nouvelles façons de s'habiller et où des musiciens de tous courants viennent jouer.
Les frères Sergio et Santiago Mejía y ont rencontré des musiciens de jazz, de rock, de reggae ou de ska, et le groupe s'est monté peu à peu : Sergio Mejia (directeur musical, basse), Santiago Mejia (coordinateur, piano), Alejandro Pérez (conga), Diego Sánchez (bongo), Juan David Fernández « Palo » (timbal), Roland Nieto (trompette), Juan Felipe Cárdenas (saxophone), José Miguel Vega « El profe » (trombone), Vladimir Romero (trombone), David Cantillo « Malpelo » (chant), Guillermo León Celis (chant), Pablo Martinez (chant), Javier Galavis (ingénieur du son) et Ray Fuquen.

### Carrière musicale

#### Albums

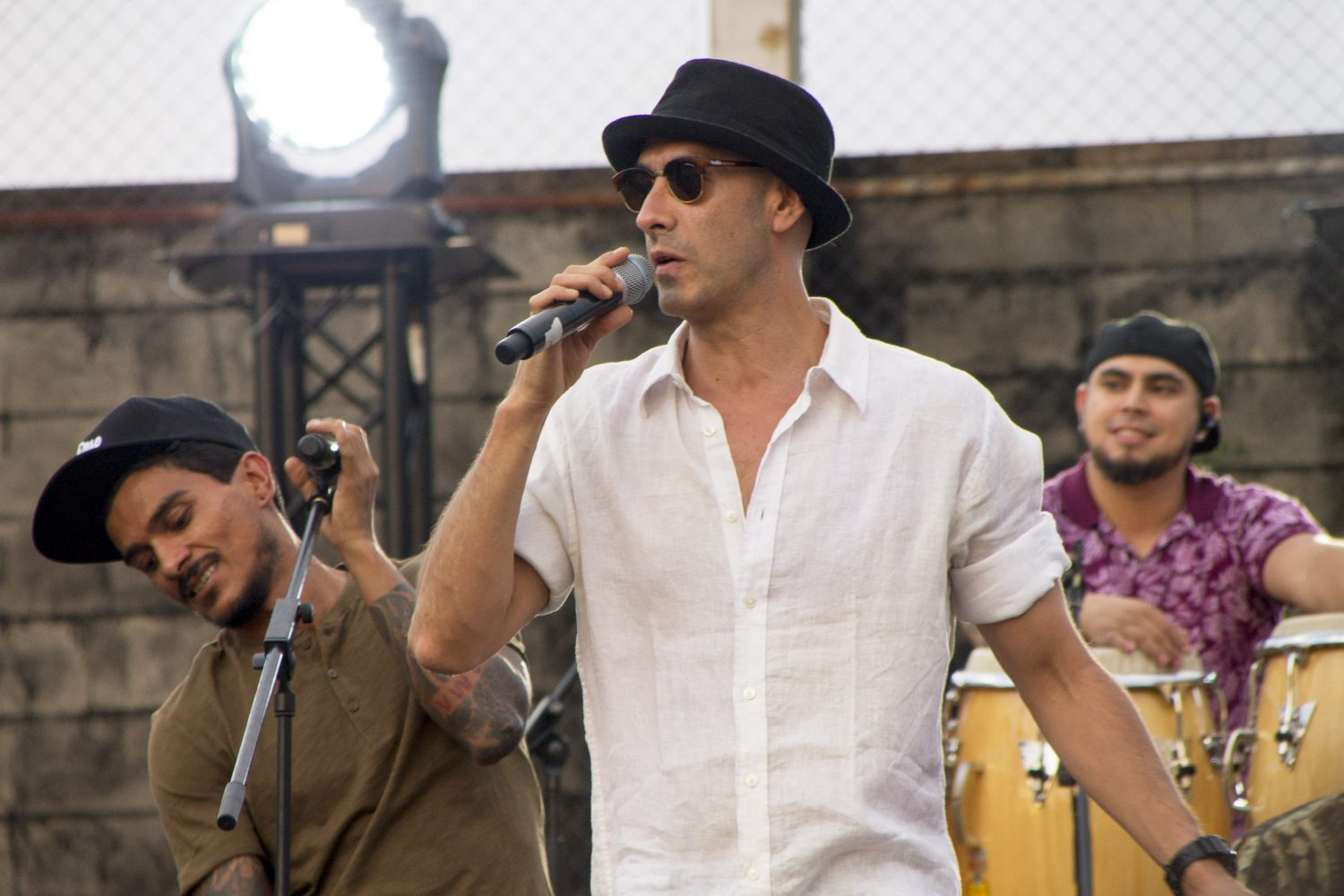
La 33 à Madrid en 2017.

Leur musique est celle des Caraïbes, plus particulièrement la salsa (la salsa « dura » des années 1970 et non pas la salsa romántica (salsa « rosa » comme ils l'appellent, car ils la trouve trop « à l'eau de rose »), le boogaloo, le jazz et le folklore colombien.
En fusionnant ces rythmes, ils sont parvenus au bout de trois ans de travail et d'entraînement en reprenant la Fania, Hector Lavoe, Larry Harlow, Sonora Ponceña, Los Van Van et des porros de Lucho Bermúdez, à réaliser leur premier album éponyme (La 33) autoproduit, avec neuf compositions et une reprise du thème de La Panthère Rose composé par Henry Mancini, baptisée Pantera Mambo.
Bien que n'ayant aucun contrat avec une maison de disques, ils ont vendu près de 20 000 exemplaires de ce premier CD ; quelques sites de vente de musique en ligne européens l'ont élu CD de l'année[réf. nécessaire], et plusieurs morceaux ont figuré dans des playlists de DJs de toute la planète : La Pantera Mambo (souvent en tête des charts), La 33, Soledad, Suelta el Bongó, Qué Rico Boogaloo. Ces morceaux se retrouvent aussi dans plusieurs compilations, dont ¡Baila! A Latin Dance Party du label Putumayo World Music.
Ils ont entamé une tournée dans toute la Colombie puis dans des pays voisins : l'Équateur et le Venezuela.
Ils ont enregistré leur second album au studio Audiovisión de Bogotá avec Mauricio Cano, unique ingénieur du son colombien à avoir remporté un Grammy. L'album a été masterisé au studio Sterling Sound à New York par León Zervos (ingénieur du son qui a travaillé avec les plus grandes stars : Madonna, Carlos Santana, INXS, Alanis Morissette, Tito Puente, Eddie Palmieri entre autres).
Ils ont lancé leur nouveau CD le 31 août au Theatron de Bogotá avec la participation du renommé salsero Henry Fiol.
La semaine de la sortie du CD, il figurait en sixième place des meilleures ventes de CD dans la chaine américaine Tower Records.

#### Concerts et tournées
Ils ont joué dans de nombreux festivals dont : Festival Porto Latino à St Florent (Corse), Festival Latino Americando à Milan (Italie), Antilliaanse Feesten à Hoogstraten (Belgique), Tempo Latino à Vic-Fezensac (France), Africa Oyé à Liverpool (Angleterre), Estival Jazz à Lugano et Mendrisio (Suisse), Festival Mundial à Tilbourg (Pays-Bas), Latin Village Festival à Spaarnwoude (Pays-Bas), Foire du livre de Guadalajara (Mexique), Feria de Cali (Colombie), Jazz sous les pommiers à Coutances (France) etc.
En concert ils ont repris Roxanne du groupe Police.

## Discographie

### Vidéoclips
Pantera mambo, Anny's boogaloo, Bye Bye (avril 2008).